# Colline Gloster

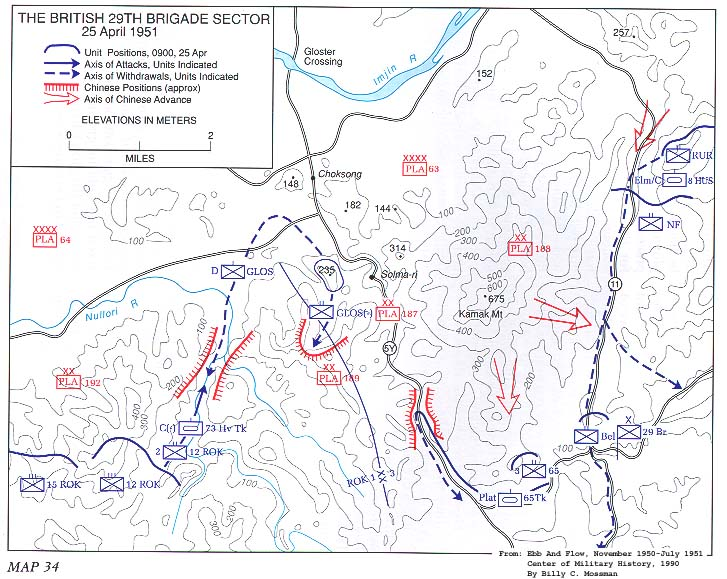
Théâtre des opérations durant la bataille.

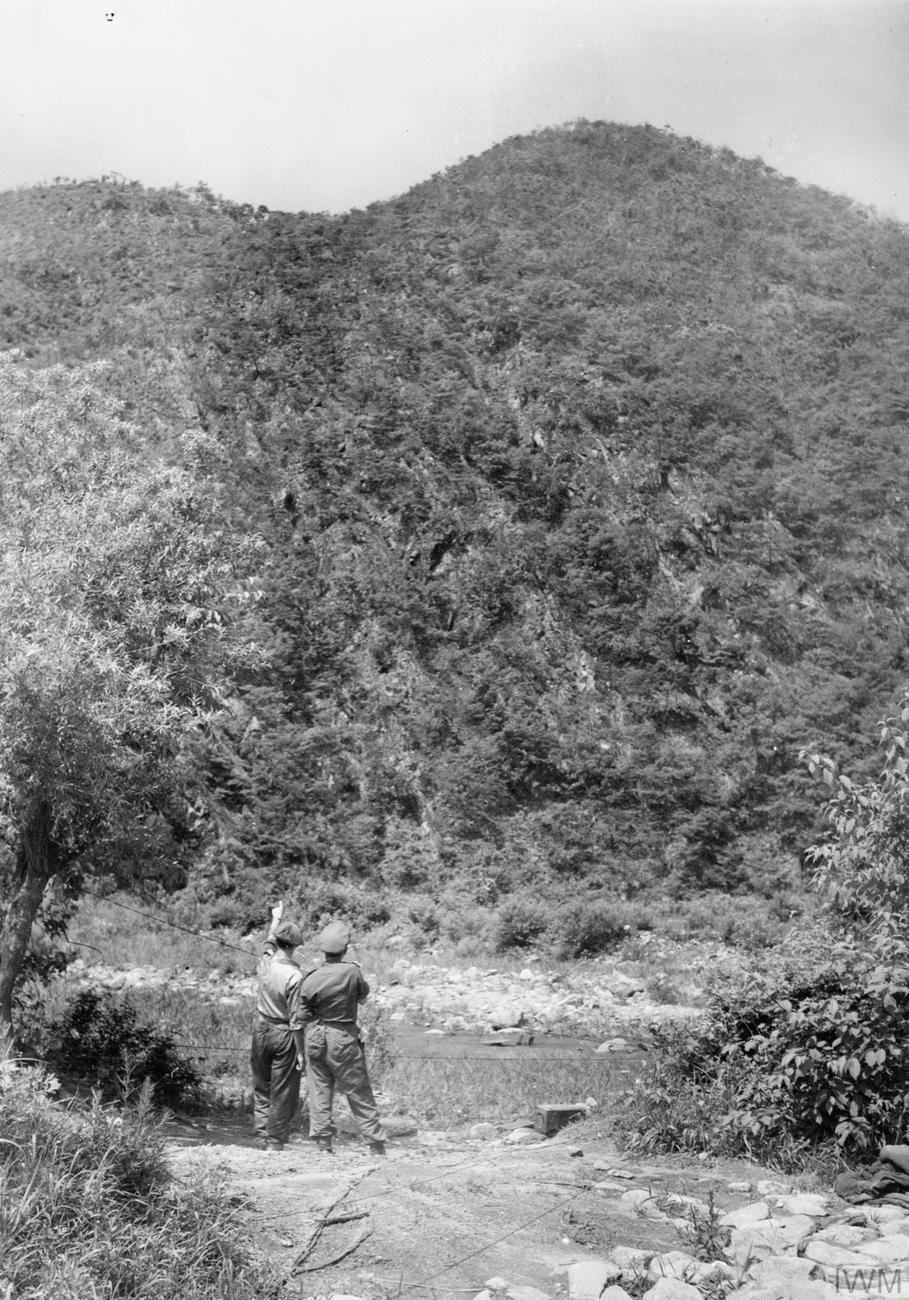
La colline Gloster en Corée du Sud, 1951.

Durant la guerre de Corée, la colline 235 resta dans les annales sous le nom de colline Gloster du fait des combats auquel participa le Régiment du Gloucestershire (the Glorious Glosters) de la British Army en suivant les ordres « tenez les positions où vous êtes » lors de la bataille de la rivière Imjin en 1951. Elle se situe près de la ville de Paju en Corée du Sud.

## Historique
Le 22 avril 1951, les forces de l'Armée des volontaires du peuple chinois attaquent les positions du Commandement des Nations unies en Corée sur la rivière Imjin afin de tenter une percée et de recapturer la capitale sud-coréenne, Séoul. L'opération est réalisée dans le cadre de « l'offensive du printemps chinois », dont le but est de reprendre l'initiative sur le champ de bataille après le succès de la contre-offensive des forces de l'ONU en mars 1951, qui avait permis à celles-ci de prendre position jusqu'au 38e parallèle nord.
La défense de la rivière Imjin revient principalement aux forces britanniques de la 29e brigade d'infanterie, qui se composait de 3 bataillons britanniques et d'un bataillon belge. Bien que confrontée à un ennemi supérieur en nombre, celle-ci parvient à garder sa position pendant 3 jours, jusqu'au 25 avril 1951. La 29e brigade d'infanterie a finalement été obligée de se replier sous le couvert des chars Centurions du 8th (King's Royal Irish) Hussars qui en perdit cinq, mais sa résistance a émoussé l'élan de l'offensive chinoise et permis au reste des forces onusiennes de préparer des positions défensives au nord de Séoul, où les Chinois seront stoppés par la suite.